# I gerani della signora Spicer
I gerani della signora Spicer (Water Them Geraniums) è un racconto lungo o romanzo breve di Henry Lawson, uno dei massimi esponenti della letteratura australiana.
Si può leggere come il seguito ideale di Gente del Bush, e narra le vicende di una donna che, circondata dall'asprezza del bush australiano e dalla vita che qui si conduce, tra mandriani e cercatori d'oro, cerca di tener viva la propria dignità di donna e di persona civile. Un classico della letteratura australiana (pubblicato in Italia da Tranchida Editore) nel 1992.

## Edizioni
- Henry Lawson, I gerani della signora Spicer, traduzione di Giuliana Prato, Tranchida Editore, 1992, ISBN 88-85685-81-1.